# Wippra
Wippra este o comună din landul Saxonia-Anhalt, Germania.